# David Sengu
David Elijah Maketo Sengu (ur. 16 kwietnia 1982 w Harare) – zimbabwejski piłkarz grający na pozycji środkowego obrońcy. W swojej karierze rozegrał 9 meczów w reprezentacji Zimbabwe.

## Kariera klubowa
Swoją karierę piłkarską Sengu rozpoczął w klubie Black Aces FC. W sezonie 2000 zadebiutował w jego barwach w pierwszej lidze zimbabwejskiej. W 2001 roku grał w Motor Action FC, a następnie w 2002 roku przeszedł do CAPS United. Wywalczył z nim dwa mistrzostwa Zimbabwe w sezonach 2004 i 2005 oraz zdobył Puchar Zimbabwe w 2004. W latach 2012–2014 grał w Triangle United FC, a w latach 2014-2015 w Chiredzi FC, w którym zakończył karierę.

## Kariera reprezentacyjna
W reprezentacji Zimbabwe Sengu zadebiutował 5 maja 2002 w przegranym 0:2 meczu COSAFA Cup 2002 ze Suazi, rozegranym w Harare. Od 2002 do 2005 wystąpił w kadrze narodowej 9 razy.